# Bikschote
Bikschote is een dorpje in de Belgische provincie West-Vlaanderen en een deelgemeente van Langemark-Poelkapelle. Het was een zelfstandige gemeente tot eind 1970. Bikschote is vooral een landbouwdorp. Bikschote grenst aan Noordschote, Merkem, Langemark, Zuidschote en Boezinge. 26 juni 2011 sloot, na eerst al de bakker en kruidenier, ook het dorpscafé. Op 1 augustus 2012 heeft het dorpscafé opnieuw zijn deuren geopend.

## Etymologie
Bikschote (of vroeger: Bixschoote) bevat het prefix "bik", in het modern Nederlands "beek"; en het suffix "schote", zoals in Zuidschote, Noordschote, Hondschote (Fr.), Schoten (Antwerpen). Met "schote" duidde men vroeger de houten beschuttingen aan waarmee landerijen van elkaar werden afgescheiden. In het hedendaags Nederlands herkennen we afgeleide woorden zoals (be)schut(t(e(n))(ing).
Met andere woorden komt de naam Bikschote van beschutte landerijen naast een beek.
Het wapenschild van Bikschote bestaat dan ook uit een omheining en een beek. We zien dit wapenschild afgebeeld op het eerste brandglasraam van de rechterbeuk in de Sint-Andreaskerk.

## Geschiedenis
Bikschote werd voor het eerst vermeld in 1216, als Beckescothe. Het tiendrecht behoorde tot 1275 aan het Bisdom Terwaan en daarna aan de heren van Elverdinge.

### Eerste Wereldoorlog en daarna
Bikschote lag in de Eerste Wereldoorlog op de frontlijn van de Ieperboog. De dorpskern van Bikschote is de meest bevochten plek geweest van de Eerste Slag om Ieper. Het is in ieder geval het dorp dat bij deze slag het meest overging van het ene kamp naar de andere. De Duitsers sloegen een bruggenhoofd over het Ieperleekanaal op ten noordwesten van Bikschote maar konden dit niet lang behouden. De belangrijkste slag werd geleverd op 21 oktober 1914, bekend als de Slag bij Langemark. Tegenover de geallieerde troepen stond het 26ste en 27ste Duitse Reservekorps. Deze eenheden waren gevormd uit niet-getrainde onervaren Duitse soldaten, bestaande uit scholieren en studenten. Deze Duitse colonnes zetten om 6 uur in de ochtend de aanval in. Ze rukten op via de Steenweg Diksmuide-Ieper en marcheerden door de modderige vlakte van Bikschote tegen Langemark op, maar werden er massaal gedood door het Britse expeditieleger. Deze acties werden later ook bekend als 'de kindermoord van Ieper'. Op het Duitse militaire kerkhof bij Langemark liggen 3.000 slachtoffers begraven. In de Tweede Wereldoorlog werd de Langemarck-mythe door de nazi-propaganda gebruikt (zie Sturmbrigade Langemarck) en bracht Adolf Hitler (die ook vocht in WO I bij Mesen) een bezoek aan het soldatenkerkhof.
Op 10-12 november, na een laatste krampachtige Duitse poging door te breken, vielen de gevechten, mede door het vroege winterweer stil. De Duitsers zaten dan wel iets ten zuiden van Bikschote en dus in de dorpskom, maar waren niet over het kanaal gekomen.
In de Derde Slag om Ieper werd Bikschote opnieuw heroverd door de Fransen (31 juli-2 augustus 1917), tijdens de Slag bij Pilkem. Daarbij werd het dorp volledig verwoest.
Vanaf 1920 werd de herbouw ter hand genomen.
Op 1 januari 1971 fuseerde Bikschote met Langemark, dat op 1 januari 1977 op zijn beurt opging in de gemeente Langemark-Poelkapelle. De laatste burgemeester van Bikschote was Fabien Peene.

## Demografische ontwikkeling
- Bronnen:NIS, Opm:1831 tot en met 1961=volkstellingen

## Bezienswaardigheden
- De neogotische Sint-Andreaskerk is een driebeukige hallenkerk. Ze werd gebouwd in 1922-1924 naar een ontwerp van architect Marcel Hocepied ter vervanging van de kerk die tijdens de Eerste Wereldoorlog volledig vernield werd. Rond de kerk ligt een kerkhof met de Kapel Onze-Lieve-Vrouw van Rust en Vrede.
- De Beeuwsaertmolen is een houten windmolen uit 1635 in de Molenstraat, vernield in de Eerste Wereldoorlog, en hersteld in de jaren 70. In 1976 vernielde een storm de molen opnieuw, en tot 2005 bleef de ingestorte molenkast daar staan. Na de ontmanteling werd de molen volledig herbouwd in 2010.[2]

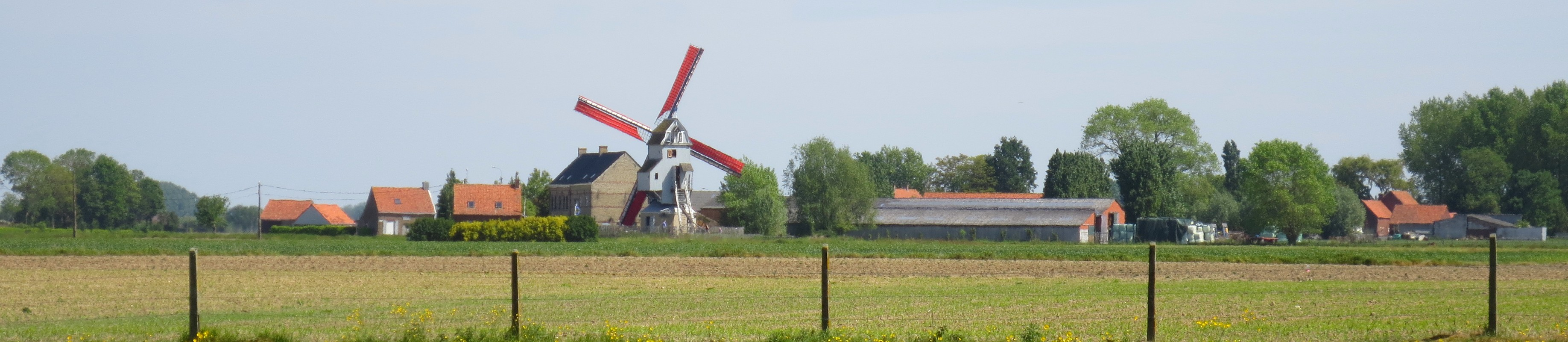
Bikschote

- Op de grens van Bikschote en Zuidschote ligt het gehucht Steenstrate. Deze locatie is bekend doordat de Duitsers hier op 22 april 1915 voor het eerst gebruik maakten van gifgas (yperiet).

## Natuur en landschap
Bikschote ligt in Zandlemig Vlaanderen op een hoogte van ongeveer 7 meter. In noordwestelijke richting zijn er drie beekdepressies: Ieperlee, Lobeek en Sint-Jansbeek. Het grondgebied kent hoogtes die variëren van 5 tot 14 meter.

## Nabijgelegen kernen
Merkem, Langemark, Zuidschote, Boezinge

## Trivia
Sint-Andries is de patroonheilige van Bikschote.